# Интернационал (Араванский район)
Интернационал (кирг. Интернационал) — село в Араванском районе Ошской области Кыргызстана. Входит в состав Тепе-Коргонского айылного аймака.

## География
Село расположено в западной части области, на расстоянии приблизительно 3 километров (по прямой) к западо-северо-западу от села Араван, административного центра района.

## Население
Согласно оценочным данным Национального статистического комитета Кыргызской Республики, численность населения села на начало 2023 года составляла 1890 человек.
| год     | 2009 | 2014 | 2015 | 2020 | 2021 | 2023 |
| ------- | ---- | ---- | ---- | ---- | ---- | ---- |
| человек | 1054 | 1208 | 1221 | 1326 | 1485 | 1890 |